# Кампо-нелл-Ельба
Кампо-нелл-Ельба (італ. Campo nell'Elba) — муніципалітет в Італії, у регіоні Тоскана,  провінція Ліворно.
Кампо-нелл-Ельба розташоване на відстані близько 210 км на північний захід від Рима, 145 км на південний захід від Флоренції, 90 км на південь від Ліворно.
Населення — 4833 особи (2014).

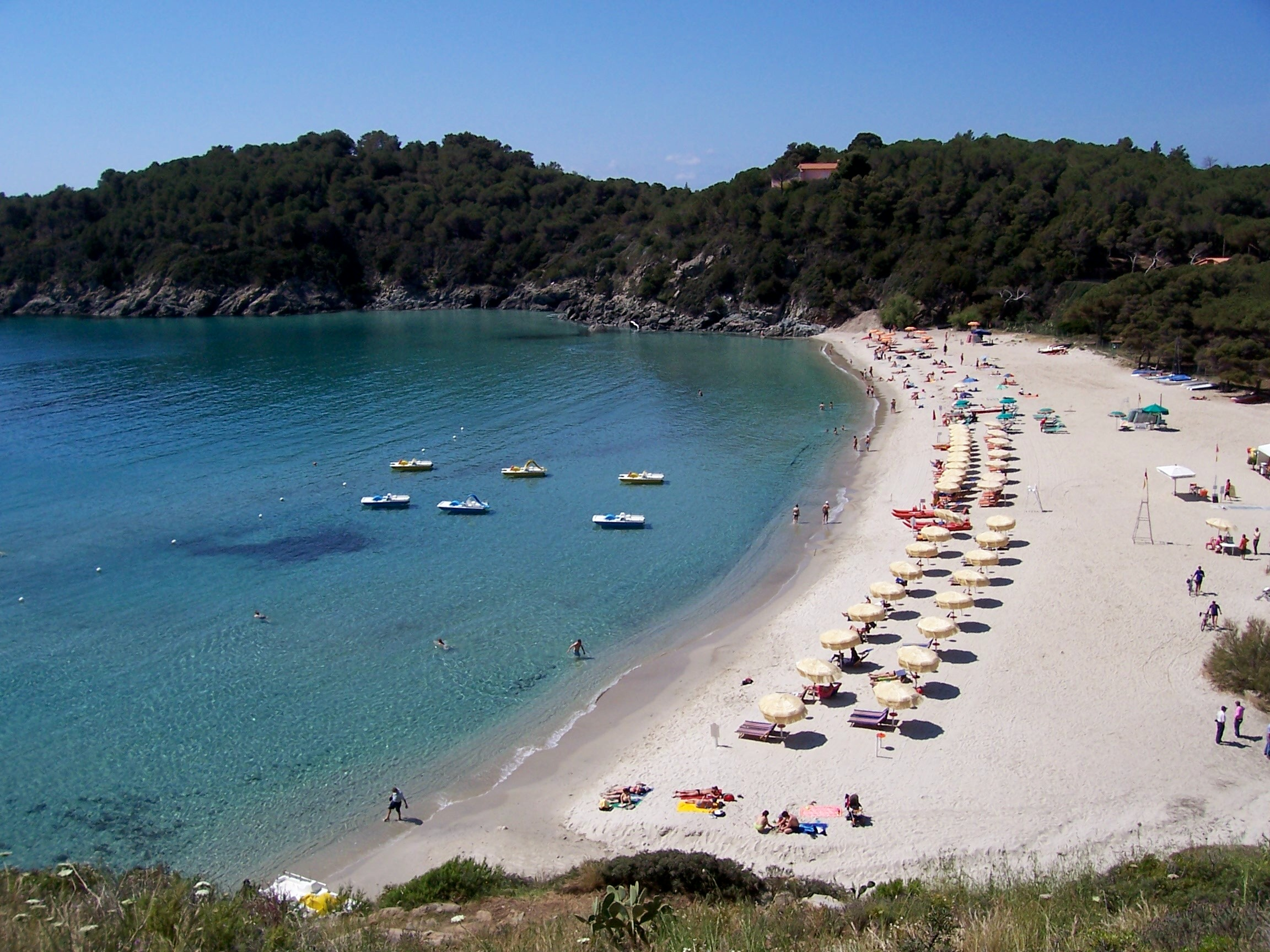

Щорічний фестиваль відбувається 7 серпня. Покровитель — San Gaetano di Thiene.

## Демографія
Населення за роками:

Станом на 1 січня 2023 року в муніципалітеті офіційно проживали 403 іноземці з 42 країн, серед них 172 громадяни країн Євросоюзу та 25 громадян України.

## Сусідні муніципалітети
- Каполівері
- Марчіана
- Портоферрайо